# دیوید چانر
دیوید چانر (انگلیسی: David Chauner؛ زادهٔ ۴ اوت ۱۹۴۸) دوچرخه‌سوار اهل ایالات متحده آمریکا است. وی در بازی‌های المپیک تابستانی ۱۹۶۸ و ۱۹۷۲ شرکت کرده است.